# Tire-au-flanc 62
Tire-au-flanc 62 este un film de comedie franceză alb-negru din 1961 despre recrutarea și pregătirea de bază a recruților din armată, regizată de François Truffaut și Claude de Givray.
A înregistrat încasări de la 1.290.967 de spectatori în Franța.

## Rezumat
Jean, un bărbat din clasa superioară, amabil, dar nu foarte inteligent, este chemat să facă serviciul militar. Rătăcit în această lume ciudată, el găsește un coleg de recrutare util în șoferul Joseph, șoferul familiei, un om de lume și înțelept. Dar nimic nu-l poate salva de inepțiile sale mentale și fizice, care îi înfurie pe instructorii săi, îi amuză pe colegii săi și îl umilesc. Lumina strălucitoare din existența sa este Catherine, fermecătoarea fiică a colonelului, după care tânjește. Lucrurile se îmbunătățesc pentru el atunci când în cazarmă se pune în scenă piesa Tire-au-flanc, în care Joseph are rolul tânărului aristocrat incompetent, în timp ce el joacă rolul servitorului viclean. Succesul său în rol îi impresionează pe toți, iar Catherine este fericită să iasă în oraș cu noul erou.

## Distribuția
- Christian de Tillière  – Jean Lerat de la Grinotière
- Ricet Barrier – Joseph Vidauban
- Jacques Balutin – caporalul Bourrache
- Pierre Maguelon – micul Bobo
- Serge Korber – soldat
- Pierre Fabre – soldat
- Jean-Marie Rivière – soldat
- Cabu – soldat
- Jean-François Adam – soldat
- Jean-Claude Brialy – căpitan
- Bernadette Lafont  – ea însăși
- Pierre Étaix